# Litobrochus externatus
Litobrochus externatus is een fossiele soort schietmot uit de familie Polycentropodidae.